# 極深軟首杜父魚
極深軟首杜父魚，為輻鰭魚綱鮋形目杜父魚亞目杜父魚科的其中一種，為深海魚類，分布於北太平洋白令海至墨西哥下加利福尼亞半島北部海域，棲息深度88-2580公尺，體長可達6.4公分，棲息在底層水域，生活習性不明。

## 扩展阅读
維基物種上的相關：極深軟首杜父魚